# Oxyrhabdium leporinum
Oxyrhabdium leporinum — вид змій родини Cyclocoridae. Ендемік Філіппін.

## Підвиди
Виділяють два підвиди:
- Oxyrhabdium leporinum leporinum (Günther, 1858);
- Oxyrhabdium leporinum visayanum Leviton, 1958.

## Поширення і екологія
Oxyrhabdium leporinum мешкають на півночі і в центральній частині Філіппінського архіпелагу, зокрема на островах Лусон, Міндоро, Себу, Негрос і Панай. Вони живуть в тропічних лісах, на плантаціях і в садах, на висоті до 1200 м над рівнем моря. Ведуть риючий спосіб життя, живляться жабами.